# Nowe Piegłowo
Nowe Piegłowo – wieś sołecka w Polsce, położona w województwie mazowieckim, w powiecie mławskim, w gminie Szydłowo.
W latach 1975–1998 miejscowość administracyjnie należała do województwa ciechanowskiego.